# Невельский уезд
Не́вельский уе́зд (рус. дореф. Невельскій уѣздъ, бел. Невельскі павет) — один из уездов Витебской губернии, а также Псковской губернии РСФСР с 24 марта 1924 года до 1 августа 1927 года. Уездный город — Невель.
По площади уезд занимал 3626 (3578,9) кв. вёрст. Население по состоянию на 1896 год — 103 872 жителя, а к 1897 год — 110 394.
В настоящее время существует Невельский район Псковской области.

## География
Невельский уезд лежит в северо-восточной части губернии. Площадь уезда по военно-топографической съемке 3626 кв. верст и по вычислению Стрельбицкого 3578,9 кв. верст. Из Псковской губернии в уезд входит возвышенность, широкая и плоская, испещренная множеством озер и болот. Эти высоты входят и в уезды Себежский и Люцинский и служат водоразделом между речными бассейнами. Западно-Двинским и Псковско-Ильменским. Наиболее значительные высоты уезда тянутся близ границы Псковской губернии при деревнях Починки, Сокольники, Иванцы, Дубна и др. Возвышенность, пересекающая дорогу из Полоцка в Невель, при селении Туричино разделяет бассейны рек Ловати и Западной Двины. Из рек уезда заслуживает внимание река Ловать с притоком Еменка, остальные речки незначительны. Озёра, по вычислению Стрельбицкого, занимают 183 кв. верст. Более значительные озера: Нещердо 24 кв. версты и Иван-озеро — 20 кв. верст. Много селений было расположено на берегах озёр. Под болотами считают не менее 40 тыс. десятин (384 кв. версты). Леса 110 402 десятины; из них казне принадлежит 16 034 десятины, церквам 438 десятин, частным владельцам 93 930 десятин. Более всего лесов сосновых и еловых, но встречаются также дуб и другие породы. Удобных земель (кроме казённых и удельных) было у владельцев 109 269 десятин и у крестьян 116 865 десятин. Размер крестьянского надела на 1 душу — 1,40 десятины.

## Экономика

### Сельскохозяйственная деятельность
В среднем ежегодно к началу XX века засевалось: рожью 27900 десятин, пшеницей 650 десятин, овсом 14000 десятин, ячменем 6900 десятин, гречихой 1300 десятин, горохом 2150 десятин, картофелем 2700 десятин, льном 3350 десятин, коноплей 400 десятин. Собирается ржи 9 01250 пудов, пшеницы 20150 пудов, овса 550200 пудов, ячменя 255380 пудов, гречихи 23800 пудов, гороха 75560 пудов, картофеля 783400 пудов, конопляного семени 1600 и волокна 2000 пудов. Всех землевладельцев 1099; из них православных 988, раскольников 3, римско-католиков 75, лютеран 9, евреев 23, иностранец 1. У крестьян было в 1894 г. сеяно озимой пшеницы 778 четвертей, ржи 28013 четвертей, яровой пшеницы 153 четверти, овса 28379 четвертей, ячменя 8220 четвертей, гречихи 685 четвертей и остальных хлебов 223 0 четвертей. У помещиков озимой пшеницы 436 четвертей, ржи 9462 четверти, яровой пшеницы 66 четвертей, овса 8892 четверти, ячменя 2566 четвертей, гречихи 173 четверти и других яровых хлебов 533 четверти. Картофеля у крестьян было посеяно 23175 четвертей, у помещиков 5610 четвертей. Льна было посеяно помещиками 11583 пуда и собрано волокна 48120 и семян 18909 пудов; крестьянами 15345 пудов и собрано волокна 51428 и семян 44126 пудов. Сена собрано в уезде 5195340 пудов. Садоводство и огородничество развито мало. У крестьян лошадей 16457, коров 35053, овец 22113, свиней 15243, коз 1381, у других собственников лошадей 8288, коров 19028, овец 12892, свиней 5721, коз 621.

### Производство, ремёсла и торговля
Кустарные промыслы малоразвиты. В 1893 г. считалось кустарей 2086 человек, изготовивших разных изделий на 42 693 руб. 1570 человек были заняты приготовлением неводов; кузнецов было 200. В 1894 г. фабрик и заводов было 48, с производством на 69 955 руб.: мукомолен 28 (на 51 990 руб.), заводов мыловаренных 6, винокуренных 4, водочных 1, пивоваренных 1, кирпичных 3, гончарных 3 и синильно-набойных 2. Торговых и промышленных заведений 102. Всех хлебных магазинов 135; в них должно было быть налицо 23982 четверти озимого и 11991 четверть ярового хлеба, а состояло к 1 января 1895 г. 1 0667 четвертей озимого и 7061 четверть ярового. Продовольственного уездного капитала 14 584 руб. По торговле выдается село Сокольники.

## Образование, религия и здравоохранение
Сельских начальных училищ 24, с 1267 учащимися (192 девочки); церковно-приходских школ 17. Православных церквей 38, римско-католическая 1. Больницы 2, приемных покоев 4. Врачей (без города Невеля) служащих 2 и вольнопрактикующих 2, фельдшеров 11, 2 повивальных бабки. Крестьяне из своих средств в 1893 г. израсходовали на больницы 439 руб., на народные школы 3219 руб., на церковно-приходские и школы грамоты 2153 руб.

## Население

### Численность

#### 1896
Жителей к 1 января 1896 года — 103 872 (51 480 мужчин и 52 392 женщины).
По вероисповеданию:
- православные — 96 917,
- раскольники — 3129,
- иудеи — 1972,
- католики — 1476,
- протестанты — 203,
- прочих вероисповеданий — 175.

По сословию:
- дворян — 1692,
- духовного сословия — 645,
- почётных граждан и купцов — 468,
- мещан — 3229,
- военного сословия — 2680,
- крестьян — 94 968,
- прочих сословий — 190.

#### 1897
Жителей к 1 января 1897 года — 110 394 (52 702 мужчин и 57 692 женщины).
По вероисповеданию:
- православные — 95 593,
- старообрядцы — 5 290,
- иудеи — 8 231,
- римско-католики — 839,
- протестанты — 433,
- магамеданы — 7,
- прочих християнских вероисповеданий — 1,
- прочих нехристиянских вероисповеданий — 0.

По сословию:
- дворян — 1 545,
- духовного сословия — 444,
- купцов — 264,
- мещан — 13 732,
- крестьян — 93 994,
- инностранцы — 44,
- прочих сословий — 371.

По родному языку:
- великорусский, малорусский и белорусский — 100 596,
- латынский — 77,
- еврейский — 8 233,
- польский — 361,
- немецкий — 91,
- литовский — 5,
- прочие — 1 041.

#### 1870
По национальности:
- белорусы — 56345;
- евреи — 4858;
- великорусы — 1892,
- латыши — 184.

### Известные жители и уроженцы
- Быков, Егор Пахомович — крестьянин деревни Глинчино, член II Государственной думы.
- Ковалевская, Софья Васильевна — свои детские годы провела в поместье отца Полибино, Невельского уезда, Витебской губернии.

## Административное деление
В 1890 году в состав уезда входило 20 волостей:
| № п/п  | Волость       | Волостное правление | Число селений | Население |
| ------ | ------------- | ------------------- | ------------- | --------- |
| 1      | Березовская   | д. Березово         | 93            | 2 700     |
| 2      | Гультяевская  | с. Гультяи          | 77            | 3 864     |
| 3      | Далысская     | погост Далысы       | 70            | 3 965     |
| 4      | Доминиковская | с. Белохвостово     | 45            | 2 937     |
| 5      | Еменецкая     | погост Еменец       | 59            | 3 654     |
| 6      | Зябкинская    | погост Пятница      | 86            | 3 161     |
| 7      | Карулинская   | с. Щербино          | 48            | 2 270     |
| 8      | Кубецкая      | погост Кубок        | 58            | 2 738     |
| 9      | Мошенинская   | с. Мошенино         | 74            | 3 282     |
| 10     | Плосковская   | усадьба Плоское     | 48            | 2 451     |
| 11     | Псовская      | погост Кошелево     | 59            | 3 512     |
| 12     | Рыкшинская    | с. Рыкшино          | 102           | 4 785     |
| 13     | Серутская     | д. Серуты           | 124           | 6 839     |
| 14     | Сокольницкая  | с. Сокольники       | 166           | 8 112     |
| 15     | Стаецкая      | с. Туричино         | 57            | 3 862     |
| 16     | Топорская     | погост Топоры       | 115           | 5 705     |
| 17     | Трехалёвская  | усадьба Трехалево   | 55            | 3 499     |
| 18     | Чернецовская  | д. Чернецова        | 63            | 3 112     |
| 19     | Чупровская    | усадьба Чупрова     | 114           | 3 922     |
| 20     | Шалаховская   | д. Шалахово         | 71            | 5 236     |
| Итого: | Итого:        | Итого:              | 1 584         | 79 606    |

Список волостей (по состоянию на 1914 год):
1. Алексеевская волость (8 сельских обществ) – ст. Палибино
2. Березовская волость (5 сельских обществ) — ст. Опухлики
3. Гультяевская волость (3 сельских общества) — ст. Линец
4. Долысская волость (3 сельских общества) — ст. Долыссы
5. Доминиковская волость (3 сельских общества) — Доминиковское
6. Еменецкая волость (3 сельских общества) — г. Невель
7. Зябкинская волость (5 сельских обществ) — ст. Палибино
8. Карулинская волость (4 сельских общества) — г. Невель
9. Кошелевская (Псовская) волость (1 сельское общество) — г. Невель
10. Кубецкая волость (5 сельских обществ) — ст. Долыссы
11. Ново-Вознесенская волость (4 сельских общества) —`г. Невель
12. Плосковская волость (4 сельских общества) — ст. Новохановск
13. Рыкшинская волость (6 сельских обществ) — ст. Маево
14. Сокольницкая волость (12 сельских обществ) — ст. Ново-Сокольники
15. Стаецкая волость (2 сельских общества) — Доминиковское
16. Топорская волость (6 сельских обществ) — ст. Новохановск
17. Трехалевская волость (3 сельских общества) — г. Невель
18. Чернецовская волость (3 сельских общества) — ст. Долыссы
19. Чупровская волость (5 сельских обществ) — г. Невель
20. Шалаховская волость (5 сельских обществ) — ст. Долыссы